# Klimaat van Armenië
Het klimaat van Armenië kenmerkt zich als een bergachtig landklimaat. Extreme temperaturen variëren van minder dan −30 °C in de winter tot ruim 40 °C in de zomer (in het zuiden), hoewel de temperaturen het grootste deel van het jaar meer gemiddeld zijn. Vooral in de zomer kent het land langere droge periodes. De Armeense winters duren naar West-Europese normen meestal erg lang.

## Klimatogram
Klimatogram van Jerevan:
|                  | januari | februari | maart | april | mei | juni | juli | augustus | september | oktober | november | december | jaar |
| ---------------- | ------- | -------- | ----- | ----- | --- | ---- | ---- | -------- | --------- | ------- | -------- | -------- | ---- |
| Temperatuur [°C] | −5      | 0        | 7     | 11    | 19  | 23   | 25   | 25       | 20        | 15      | 8        | 1        | 13   |
| Neerslag [mm]    | 23      | 25       | 28    | 48    | 53  | 23   | 15   | 8        | 13        | 23      | 31       | 28       | 318  |

## Referentie
1. ↑  https://web.archive.org/web/20090115080619/http://www.bbc.co.uk/weather/world/city_guides/results.shtml?tt=TT004530